# بورلی ویتفیلد
بوِرلی ویتفیلد (انگلیسی: Beverley Whitfield؛ ۱۵ ژوئن ۱۹۵۴ – ۲۰ اوت ۱۹۹۶) شناگر اهل استرالیا در رشتهٔ شنای قورباغه بود.
او قهرمان المپیک ۱۹۷۲ مونیخ بود و در مسابقات کشوری و بین‌المللی در مجموع برنده ۴ مدال طلا، ۱ مدال برنز شده‌است.